# Holonuncia kaputarensis
Holonuncia kaputarensis is een hooiwagen uit de familie Triaenonychidae.